# No me pises que llevo chanclas
No me pises que llevo chanclas est un groupe de pop-rock espagnol, originaire de Los Palacios y Villafranca, Séville. Il compte une dizaine d'albums publiés depuis 1989.

## Biographie
Leurs concerts suscitent toujours de grandes espérances, notamment en Andalousie, devenant en 1992 le seul groupe à avoir répété en direct à l'Expo 92 de Séville, le 11 août et à la clôture, le 12 octobre. La même année, le groupe entier présente samedi après-midi une émission sur la chaîne de télévision régionale de Canal Sur, intitulée Y tú de quien eres, où ils interprètent des morceaux de leurs albums, des improvisations et présentent de nouveaux artistes. Cette aventure télévisuelle se poursuit seule en 2001 lorsque Pepe Begines présente De Punta a cabo sur Canal 2 Sur.
Pepe Begines entame une carrière solo avec ses albums Gira Mundial (2002, avec Kiko Veneno), Mi propia película (2004) et Live in Lisbon (2007), ce dernier sous le pseudonyme de Pepe El Lusitano. Il a également travaillé à la télévision.
En 2006, Salvador Romero forme Dorsal Fin, incarnant le monde de la musique indépendante et participant à divers concours en Espagne. Son premier album arrive en décembre 2009 aux mains de Nat Team Media.
En 2014, ils visitent plusieurs villes espagnoles. En 2015 sort EP intitulé He visto un OVNI, comprenant 10 nouveaux morceaux.

## Membres

### Membres actuels
- Pepe Begines - chant
- Álvaro Begines - guitare
- Salvador Romero - basse
- Pepe Linero - batterie

### Anciens membres
- Paco Machuca - guitare (1986-1998)
- José Manuel Alonso - claviers
- Andrés Herrera - guitare (1998-)

## Discographie

### Albums studio
- 1989 : Agropop (Mano Negra Records)
- 1990 : Buenos Días Te Lo Juro!! (Mano Negra Records)
- 1991 : Estamos Mu Contentos (Mano Negra Records)
- 1992 : Melodías En Adobo (CBS/Sony)
- 1994 : Perdonen Las Disculpas (CBS/Sony)
- 1997 : ¿Me Corto Las Venas...O Me Las Dejo Largas? (Columbia)
- 2000 : Con Chanclas Y A Lo Loco' (Horus)
- 2000 : ¿Y Tu De Quien Eres? (Sony Music Media)
- 2009 : Superhéroe Agropó (Mano Negra Records)
- 2015 : He Visto Un Ovni (Warner Music Spain)